# Comité français d'histoire de l'art
Le Comité français d'histoire de l'art (CFHA) est une association française créée en 1964. Régie par la loi de 1901, elle a pour objectif de promouvoir l'intérêt pour l'histoire de l'art en France et la reconnaissance de son utilité dans la société.

## Organisation
L'association réunit des personnes actives dans tous les domaines de l'histoire de l'art (enseignant-chercheurs, conservateurs du patrimoine, restaurateurs, critique d'art, marchands, collectionneurs, doctorants et jeunes docteurs). Son comité exécutif, composé de vingt membres, doit refléter cette diversité. 
Une assemblée générale annuelle (se tenant généralement chaque 3e samedi du mois de janvier) permet de dresser un bilan des activités de l'association l'année précédente et de débattre des questions d'actualité.
Tenant un annuaire de ses membres et assurant des visites et la rédaction d'une lettre régulière, l'association cherche ainsi à créer des liens entre les générations d'historiens de l'art et les différents champs de la discipline. Elle mène aussi une activité de réflexion sur la place de l'histoire de l'art dans le monde actuel.

## Objectifs
L'association participe au développement et à la diffusion de la culture et de la recherche en histoire de l'art en France et à l'étranger. En 2023-2024, elle a ainsi soutenu des manifestations pour la protection du patrimoine en Ukraine. Elle a aussi participé au processus de création de l'Institut national d'histoire de l'art (INHA) et contribué à asseoir la présence de l'histoire de l'art à l'Académie de France à Rome. Elle assure la liaison avec le Comité international d'histoire de l'art (CIHA). 
Le Comité français d'histoire de l'art a vocation à intervenir dans les débats et les questions d'actualité touchant la communauté des historiens de l'art, et engageant l'avenir de la discipline et ses pratiques. Il participe depuis 2013 au Festival de l'histoire de l'art, par l'organisation d'un débat sur les sujets liés au thème du Festival. En 2023, le CFHA organise les premières Assises de l'histoire de l'art - Rencontres du CFHA, au domaine départemental de Sceaux. 
En 2024, le CFHA publie un ouvrage de réflexion sur les différents événements et courants qui ont marqué l'histoire de l'art en France depuis les années 1960.

### Soutien à la recherche
Le CFHA remet chaque année plusieurs prix et bourses destinés à soutenir la production de la recherche en histoire de l'art et la publication de travaux de recherche :
- Bourse Focillon, avec l'aide du ministère de la Culture.
- Prix Nicole, avec la Société de l'histoire de l'art français
- Prix Bruno Pons, avec la Société de l'histoire de l'art français
- Prix Marianne Roland Michel, avec la Fondation Marianne et Roland Michel
- Prix Michel Laclotte (avec la Fondation pour l'Art et la Recherche), depuis 2022
- bourses de soutien à la recherche en master (depuis 2016)

Le CFHA soutient également la publication de la Revue de l'art, qui est publiée depuis sa création sous son égide, ainsi que les recherches du comité français du Corpus Vitrearum.